# Serbien i olympiska sommarspelen 2012
Serbien deltog i de olympiska sommarspelen 2012 som ägde rum i London i Storbritannien mellan den 27 juli och den 12 augusti 2012.

## Medaljörer
| Medalj | Namn                               | Sport      | Gren                               |
| ------ | ---------------------------------- | ---------- | ---------------------------------- |
| Guld   | Milica Mandić                      | Taekwondo  | Damernas +67 kg                    |
| Silver | Ivana Maksimović                   | Skytte     | Damernas 50 m gevär tre positioner |
| Brons  | Andrija Zlatić                     | Skytte     | Herrarnas 10 m luftpistol          |
| Brons  | Serbiens herrlandslag i vattenpolo | Vattenpolo | Herrarnas turnering                |

## Bordtennis
- Huvudartikel: Bordtennis vid olympiska sommarspelen 2012

Herrar
| Spelare                | Gren       | Inledande omgång     | Runda 1              | Runda 2              | Runda 3              | Runda 4              | Kvartsfinal          | Semifinal            | Final                | Final            |
| Spelare                | Gren       | Motståndare Resultat | Motståndare Resultat | Motståndare Resultat | Motståndare Resultat | Motståndare Resultat | Motståndare Resultat | Motståndare Resultat | Motståndare Resultat | Placering        |
| ---------------------- | ---------- | -------------------- | -------------------- | -------------------- | -------------------- | -------------------- | -------------------- | -------------------- | -------------------- | ---------------- |
| Marko Jevtović         | Herrsingel | Bye                  | Saive (BEL) L 1–4    | Gick inte vidare     | Gick inte vidare     | Gick inte vidare     | Gick inte vidare     | Gick inte vidare     | Gick inte vidare     | Gick inte vidare |
| Aleksandar Karakašević | Herrsingel | Bye                  | Bye                  | Zwickl (HUN) L 1–4   | Gick inte vidare     | Gick inte vidare     | Gick inte vidare     | Gick inte vidare     | Gick inte vidare     | Gick inte vidare |

## Boxning
- Huvudartikel: Boxning vid olympiska sommarspelen 2012

Herrar
| Boxare              | Gren       | Sextondelsfinal       | Åttondelsfinal        | Kvartsfinal          | Semifinal            | Final                | Final            |
| Boxare              | Gren       | Motståndare Resultat  | Motståndare Resultat  | Motståndare Resultat | Motståndare Resultat | Motståndare Resultat | Placering        |
| ------------------- | ---------- | --------------------- | --------------------- | -------------------- | -------------------- | -------------------- | ---------------- |
| Aleksandar Drenovak | Mellanvikt | Delgado (ECU) W 13–12 | Kılıççı (TUR) L 11–20 | Gick inte vidare     | Gick inte vidare     | Gick inte vidare     | Gick inte vidare |

## Brottning
- Huvudartikel: Brottning vid olympiska sommarspelen 2012

Herrar, grekisk-romersk stil
| Brottare              | Gren   | Kvalomgång              | Åttondelsfinal       | Kvartsfinal          | Semifinal            | Återkval 1           | Återkval 2           | Final / brons        | Final / brons |
| Brottare              | Gren   | Motståndare Resultat    | Motståndare Resultat | Motståndare Resultat | Motståndare Resultat | Motståndare Resultat | Motståndare Resultat | Motståndare Resultat | Placering     |
| --------------------- | ------ | ----------------------- | -------------------- | -------------------- | -------------------- | -------------------- | -------------------- | -------------------- | ------------- |
| Aleksandar Maksimović | -66 kg | Bayakhmetov (KAZ) L 0–3 | Gick inte vidare     | Gick inte vidare     | Gick inte vidare     | Gick inte vidare     | Gick inte vidare     | Gick inte vidare     | 16            |

## Cykling
- Huvudartikel: Cykling vid olympiska sommarspelen 2012

### Landsväg
| Athlete     | Event               | Time    | Rank |
| ----------- | ------------------- | ------- | ---- |
| Ivan Stević | Herrarnas linjelopp | 5:46.37 | 54   |
| Gabor Kasa  | Herrarnas linjelopp | OTL     | OTL  |

## Friidrott
- Huvudartikel: Friidrott vid olympiska sommarspelen 2012

Förkortningar
- Notera – Placeringar gäller endast den tävlandes eget heat
- Q = Kvalificerade sig till nästa omgång via placering
- q = Kvalificerade sig på tid eller, i fältgrenarna, på placering utan att ha nått kvalgränsen
- NR = Nationellt rekord
- N/A = Omgången inte möjlig i grenen
- Bye = Idrottaren behövde inte delta i omgången

Herrar
Bana och väg
| Idrottare         | Gren       | Heat     | Heat      | Semifinal | Semifinal | Final            | Final            |
| Idrottare         | Gren       | Resultat | Placering | Resultat  | Placering | Resultat         | Placering        |
| ----------------- | ---------- | -------- | --------- | --------- | --------- | ---------------- | ---------------- |
| Emir Bekrić       | 400 m häck | 49.21    | 2 Q       | 49.62     | 4         | Gick inte vidare | Gick inte vidare |
| Nenad Filipović   | 50 km gång | i.u.     | i.u.      | i.u.      | i.u.      | DNF              | DNF              |
| Predrag Filipović | 20 km gång | i.u.     | i.u.      | i.u.      | i.u.      | 1:27:22          | 48               |
| Darko Živanović   | Maraton    | i.u.     | i.u.      | i.u.      | i.u.      | DNF              | DNF              |

Fältgrenar
| Idrottare       | Gren        | Kval  | Kval      | Final            | Final            |
| Idrottare       | Gren        | Längd | Placering | Längd            | Placering        |
| --------------- | ----------- | ----- | --------- | ---------------- | ---------------- |
| Asmir Kolašinac | Kulstötning | 20.44 | 8 q       | 20.71            | 7                |
| Dragutin Topić  | Höjdhopp    | NM    | —         | Gick inte vidare | Gick inte vidare |

Kombinerade grenar – tiokamp
| Idrottare    | Gren     | 100 m | LJ   | SP    | HJ   | 400 m | 110H | DT | PV | JT | 1500 m | Final | Placering |
| ------------ | -------- | ----- | ---- | ----- | ---- | ----- | ---- | -- | -- | -- | ------ | ----- | --------- |
| Mihail Dudaš | Resultat | 10.90 | 7.53 | 13.76 | 1.96 | DNS   | —    | —  | —  | —  | —      | DNF   | DNF       |
| Mihail Dudaš | Poäng    | 883   | 942  | 714   | 767  | 0     | —    | —  | —  | —  | —      | DNF   | DNF       |

Damer
Bana och väg
| Idrottare      | Event   | Heat     | Heat      | Semifinal        | Semifinal        | Final            | Final            |
| Idrottare      | Event   | Resultat | Placering | Resultat         | Placering        | Resultat         | Placering        |
| -------------- | ------- | -------- | --------- | ---------------- | ---------------- | ---------------- | ---------------- |
| Olivera Jevtić | Maraton | i.u.     | i.u.      | i.u.             | i.u.             | DNF              | DNF              |
| Marina Munćan  | 1 500 m | 4:11.25  | 11        | Gick inte vidare | Gick inte vidare | Gick inte vidare | Gick inte vidare |
| Ana Subotić    | Maraton | i.u.     | i.u.      | i.u.             | i.u.             | 2:38:22          | 71               |

Fältgrenar
| Idrottare         | Gren           | Kval  | Kval      | Final            | Final            |
| Idrottare         | Gren           | Längd | Placering | Längd            | Placering        |
| ----------------- | -------------- | ----- | --------- | ---------------- | ---------------- |
| Tatjana Jelača    | Spjutkastning  | 57.09 | 26        | Gick inte vidare | Gick inte vidare |
| Ivana Španović    | Längdhopp      | 6.41  | 10 q      | 6.35             | 11               |
| Biljana Topić     | Tresteg        | 13.66 | 25        | Gick inte vidare | Gick inte vidare |
| Dragana Tomašević | Diskuskastning | 60.53 | 19        | Gick inte vidare | Gick inte vidare |

## Handboll
- Huvudartikel: Handboll vid olympiska sommarspelen 2012

Herrar
| \| \| Pos. \| Namn \| Ålder \| \| Klubb \| \| -- \| ---- \| ------------------------ \| ------------------ \| \| -------------------- \| \| 1 \| MV \| Dragan Marjanac (SRB) \| 27 år (1985-02-26) \| \| BSV Bern Muri \| \| 12 \| MV \| Darko Stanić (SRB) \| 33 år (1978-08-10) \| \| RK Metalurg Skopje \| \| 6 \| VN \| Marko Vujin (SRB) \| 27 år (1984-12-07) \| \| THW Kiel \| \| 7 \| HS \| Ivan Nikčević (SRB) \| 31 år (1981-02-11) \| \| Wisla Plock \| \| 9 \| MN \| Nikola Manojlović (SRB) \| 30 år (1981-12-01) \| \| RK Koper \| \| 11 \| MS \| Alem Toskić (SRB) \| 30 år (1982-02-12) \| \| RK Celje \| \| 13 \| VN \| Momir Ilić (SRB) \| 30 år (1981-12-22) \| \| THW Kiel \| \| 15 \| HS \| Dobrivoje Marković (SRB) \| 26 år (1986-04-22) \| \| HC Vardar PRO \| \| 17 \| HS \| Rajko Prodanović (SRB) \| 26 år (1986-04-24) \| \| SC Pick Szeged \| \| 20 \| VN \| Momir Rnić (SRB) \| 24 år (1987-11-01) \| \| Frisch Auf Göppingen \| \| 22 \| MS \| Bojan Beljanski (SRB) \| 26 år (1986-06-22) \| \| Frisch Auf Göppingen \| \| 23 \| MN \| Nenad Vučković (SRB) \| 31 år (1980-08-23) \| \| MT Melsungen \| \| 25 \| MN \| Dalibor Cutura (SRB) \| 37 år (1975-06-14) \| \| CB Ademar León \| \| 26 \| VN \| Ivan Stanković (SRB) \| 30 år (1982-04-27) \| \| US Creteil \| | Förbundskapten: Veselin Vukovic                                                                                   |                          |                    |                |                      |
| \| \| Pos. \| Namn \| Ålder \| \| Klubb \| \| -- \| ---- \| ------------------------ \| ------------------ \| \| -------------------- \| \| 1 \| MV \| Dragan Marjanac (SRB) \| 27 år (1985-02-26) \| \| BSV Bern Muri \| \| 12 \| MV \| Darko Stanić (SRB) \| 33 år (1978-08-10) \| \| RK Metalurg Skopje \| \| 6 \| VN \| Marko Vujin (SRB) \| 27 år (1984-12-07) \| \| THW Kiel \| \| 7 \| HS \| Ivan Nikčević (SRB) \| 31 år (1981-02-11) \| \| Wisla Plock \| \| 9 \| MN \| Nikola Manojlović (SRB) \| 30 år (1981-12-01) \| \| RK Koper \| \| 11 \| MS \| Alem Toskić (SRB) \| 30 år (1982-02-12) \| \| RK Celje \| \| 13 \| VN \| Momir Ilić (SRB) \| 30 år (1981-12-22) \| \| THW Kiel \| \| 15 \| HS \| Dobrivoje Marković (SRB) \| 26 år (1986-04-22) \| \| HC Vardar PRO \| \| 17 \| HS \| Rajko Prodanović (SRB) \| 26 år (1986-04-24) \| \| SC Pick Szeged \| \| 20 \| VN \| Momir Rnić (SRB) \| 24 år (1987-11-01) \| \| Frisch Auf Göppingen \| \| 22 \| MS \| Bojan Beljanski (SRB) \| 26 år (1986-06-22) \| \| Frisch Auf Göppingen \| \| 23 \| MN \| Nenad Vučković (SRB) \| 31 år (1980-08-23) \| \| MT Melsungen \| \| 25 \| MN \| Dalibor Cutura (SRB) \| 37 år (1975-06-14) \| \| CB Ademar León \| \| 26 \| VN \| Ivan Stanković (SRB) \| 30 år (1982-04-27) \| \| US Creteil \| | Positioner: MV - Målvakt VS - Vänstersexa VN - Vänsternia MS - Mittsexa MN - Mittnia HS - Högersexa HN - Högernia |                          |                    |                |                      |
| \| \| Pos. \| Namn \| Ålder \| \| Klubb \| \| -- \| ---- \| ------------------------ \| ------------------ \| \| -------------------- \| \| 1 \| MV \| Dragan Marjanac (SRB) \| 27 år (1985-02-26) \| \| BSV Bern Muri \| \| 12 \| MV \| Darko Stanić (SRB) \| 33 år (1978-08-10) \| \| RK Metalurg Skopje \| \| 6 \| VN \| Marko Vujin (SRB) \| 27 år (1984-12-07) \| \| THW Kiel \| \| 7 \| HS \| Ivan Nikčević (SRB) \| 31 år (1981-02-11) \| \| Wisla Plock \| \| 9 \| MN \| Nikola Manojlović (SRB) \| 30 år (1981-12-01) \| \| RK Koper \| \| 11 \| MS \| Alem Toskić (SRB) \| 30 år (1982-02-12) \| \| RK Celje \| \| 13 \| VN \| Momir Ilić (SRB) \| 30 år (1981-12-22) \| \| THW Kiel \| \| 15 \| HS \| Dobrivoje Marković (SRB) \| 26 år (1986-04-22) \| \| HC Vardar PRO \| \| 17 \| HS \| Rajko Prodanović (SRB) \| 26 år (1986-04-24) \| \| SC Pick Szeged \| \| 20 \| VN \| Momir Rnić (SRB) \| 24 år (1987-11-01) \| \| Frisch Auf Göppingen \| \| 22 \| MS \| Bojan Beljanski (SRB) \| 26 år (1986-06-22) \| \| Frisch Auf Göppingen \| \| 23 \| MN \| Nenad Vučković (SRB) \| 31 år (1980-08-23) \| \| MT Melsungen \| \| 25 \| MN \| Dalibor Cutura (SRB) \| 37 år (1975-06-14) \| \| CB Ademar León \| \| 26 \| VN \| Ivan Stanković (SRB) \| 30 år (1982-04-27) \| \| US Creteil \| | Spelarnas åldrar och klubb per 27 juli 2012.                                                                      |                          |                    |                |                      |
| | Pos. | Namn                     | Ålder              |                | Klubb                |
| 1 | MV | Dragan Marjanac (SRB)    | 27 år (1985-02-26) | Schweiz        | BSV Bern Muri        |
| 12 | MV | Darko Stanić (SRB)       | 33 år (1978-08-10) | Nordmakedonien | RK Metalurg Skopje   |
| 6 | VN | Marko Vujin (SRB)        | 27 år (1984-12-07) | Tyskland       | THW Kiel             |
| 7 | HS | Ivan Nikčević (SRB)      | 31 år (1981-02-11) | Polen          | Wisla Plock          |
| 9 | MN | Nikola Manojlović (SRB)  | 30 år (1981-12-01) | Slovenien      | RK Koper             |
| 11 | MS | Alem Toskić (SRB)        | 30 år (1982-02-12) | Slovenien      | RK Celje             |
| 13 | VN | Momir Ilić (SRB)         | 30 år (1981-12-22) | Tyskland       | THW Kiel             |
| 15 | HS | Dobrivoje Marković (SRB) | 26 år (1986-04-22) | Nordmakedonien | HC Vardar PRO        |
| 17 | HS | Rajko Prodanović (SRB)   | 26 år (1986-04-24) | Ungern         | SC Pick Szeged       |
| 20 | VN | Momir Rnić (SRB)         | 24 år (1987-11-01) | Tyskland       | Frisch Auf Göppingen |
| 22 | MS | Bojan Beljanski (SRB)    | 26 år (1986-06-22) | Tyskland       | Frisch Auf Göppingen |
| 23 | MN | Nenad Vučković (SRB)     | 31 år (1980-08-23) | Tyskland       | MT Melsungen         |
| 25 | MN | Dalibor Cutura (SRB)     | 37 år (1975-06-14) | Spanien        | CB Ademar León       |
| 26 | VN | Ivan Stanković (SRB)     | 30 år (1982-04-27) | Frankrike      | US Creteil           |

Gruppspel
| Lag      | S | V | O | F | GM  | IM  | MS  | P  |
| -------- | - | - | - | - | --- | --- | --- | -- |
| Kroatien | 5 | 5 | 0 | 0 | 150 | 109 | +41 | 10 |
| Danmark  | 5 | 4 | 0 | 1 | 124 | 129 | −5  | 8  |
| Spanien  | 5 | 3 | 0 | 2 | 140 | 126 | +14 | 6  |
| Ungern   | 5 | 2 | 0 | 3 | 114 | 128 | −14 | 4  |
| Serbien  | 5 | 1 | 0 | 4 | 120 | 131 | −11 | 2  |
| Sydkorea | 5 | 0 | 0 | 5 | 115 | 140 | −25 | 0  |

|  | 29 juli | Spanien | 26 – 21 | Serbien | Copper Box, London |  |
|  |         |         |         |         |                    |  |
|  |         |         |         |         |                    |  |

|  | 31 juli | Serbien | 23 – 31 | Kroatien | Copper Box, London |  |
|  |         |         |         |          |                    |  |
|  |         |         |         |          |                    |  |

|  | 2 augusti | Serbien | 25 – 26 | Danmark | Copper Box, London |  |
|  |           |         |         |         |                    |  |
|  |           |         |         |         |                    |  |

|  | 4 augusti | Sydkorea | 22 – 28 | Serbien | Copper Box, London |  |
|  |           |          |         |         |                    |  |
|  |           |          |         |         |                    |  |

|  | 6 augusti | Ungern | 26 – 23 | Serbien | Copper Box, London |  |
|  |           |        |         |         |                    |  |
|  |           |        |         |         |                    |  |

## Judo
Herrar
| Idrottare           | Gren                | 32-delsfinal           | Sextondelsfinal            | Åttondelsfinal       | Kvartsfinal          | Semifinal            | Återkval             | Bronsmatch           | Final                | Final     |
| Idrottare           | Gren                | Motståndare Resultat   | Motståndare Resultat       | Motståndare Resultat | Motståndare Resultat | Motståndare Resultat | Motståndare Resultat | Motståndare Resultat | Motståndare Resultat | Placering |
| ------------------- | ------------------- | ---------------------- | -------------------------- | -------------------- | -------------------- | -------------------- | -------------------- | -------------------- | -------------------- | --------- |
| Dmitrij Gerasimenko | Mellanvikt (-90 kg) | Kone (CIV) W 1000–0000 | González (CUB) L 0002–0011 | Gick inte vidare     | Gick inte vidare     | Gick inte vidare     | Gick inte vidare     | Gick inte vidare     | Gick inte vidare     |           |

## Kanotsport
Sprint
| Kanotist                                                    | Gren                | Heat     | Heat      | Semifinal | Semifinal | Final            | Final            |
| Kanotist                                                    | Gren                | Tid      | Placering | Tid       | Placering | Tid              | Placering        |
| ----------------------------------------------------------- | ------------------- | -------- | --------- | --------- | --------- | ---------------- | ---------------- |
| Marko Novaković                                             | Herrarnas K1 200 m  | 35.212   | 2 Q       | 36.293    | 3 FA      | 37.094           | 7                |
| Marko Tomićević                                             | Herrarnas K1 1000 m | 3:30.693 | 2 Q       | 3:43.589  | 7 FB      | 3:30.754         | 10               |
| Aleksandar Aleksić Ervin Holpert Dejan Terzić Milenko Zorić | Herrarnas K4 1000 m | 3:21.437 | 5 Q       | 2:56.346  | 7         | Gick inte vidare | Gick inte vidare |
| Nikolina Moldovan                                           | Damernas K1 200 m   | 42.383   | 3 Q       | 42.394    | 4 FB      | 45.064           | 11               |
| Nikolina Moldovan Olivera Moldovan                          | Damernas K2 500 m   | 1:44.335 | 3 Q       | 1:43.586  | 4 FA      | 1:48.941         | 8                |
| Renata Kubik Antonija Nađ Antonija Panda Marta Tibor        | Damernas K4 500 m   | 1:40.756 | 5 Q       | 1:33.823  | 7         | Gick inte vidare | Gick inte vidare |

## Rodd
Herrar
| Idrottare                                           | Gren              | Heat    | Heat      | Återkval | Återkval  | Semifinal | Semifinal | Final   | Final     | Final |
| Idrottare                                           | Gren              | Tid     | Placering | Tid      | Placering | Tid       | Placering | Tid     | Placering |       |
| --------------------------------------------------- | ----------------- | ------- | --------- | -------- | --------- | --------- | --------- | ------- | --------- | ----- |
| Nikola Stojić Nenad Beđik                           | Tvåa utan styrman | 6:23,87 | 4 R       | 6:26,61  | 2 SA/B    | 7:07,78   | 6 FB      | DNS     | 12        |       |
| Radoje Đerić Goran Jagar Miloš Vasić Miljan Vuković | Fyra utan styrman | 5:53,35 | 5 R       | 6:01,97  | 1 SA/B    | 6:07,41   | 6 FB      | 6:11,94 | 10        |       |

## Taekwondo
| Idrottare        | Gren             | Åttondelsfinaler     | Kvartsfinaler        | Semifinaer                | Återkval             | Bronsmatch           | Final                | Final            |
| Idrottare        | Gren             | Motståndare Resultat | Motståndare Resultat | Motståndare Resultat      | Motståndare Resultat | Motståndare Resultat | Motståndare Resultat | Placering        |
| ---------------- | ---------------- | -------------------- | -------------------- | ------------------------- | -------------------- | -------------------- | -------------------- | ---------------- |
| Damir Fejzić     | Herrarnas −68 kg | López (PER) W 5–3    | Stamper (GBR) L 3–8  | Gick inte vidare          | Gick inte vidare     | Gick inte vidare     | Gick inte vidare     | Gick inte vidare |
| Dragana Gladović | Damernas −57 kg  | Jones (GBR) L 1–15   | Gick inte vidare     | Gick inte vidare          | Hamada (JPN) L 2–15  | Gick inte vidare     | Gick inte vidare     | Gick inte vidare |
| Milica Mandić    | Damernas +67 kg  | Crawley (SAM) W 16–2 | Espinoza (MEX) W 6–4 | Baryshnikova (RUS) W 11–3 | Bye                  | Bye                  | Graffe (FRA) W 9–7   | 1                |

## Tennis
Herrar
| Spelare                         | Gren       | Omgång 1                           | Omgång 2                                     | Åttondelsfinaler                              | Kvartsfinaler                             | Semifinaler             | Final / BM                 | Final / BM       |
| Spelare                         | Gren       | Motståndare Poäng                  | Motståndare Poäng                            | Motståndare Poäng                             | Motståndare Poäng                         | Motståndare Poäng       | Motståndare Poäng          | Placering        |
| ------------------------------- | ---------- | ---------------------------------- | -------------------------------------------- | --------------------------------------------- | ----------------------------------------- | ----------------------- | -------------------------- | ---------------- |
| Novak Djokovic                  | Herrsingel | Fognini (ITA) W 6–7(7–9), 6–2, 6–2 | Roddick (USA) W 6–2, 6–1                     | Hewitt (AUS) W 4–6, 7–5, 6–1                  | Tsonga (FRA) W 6–1, 7–5                   | Murray (GBR) L 5–7, 5–7 | del Potro (ARG) L 5–7, 4–6 | 4                |
| Janko Tipsarević                | Herrsingel | Nalbandian (ARG) W 6–3, 6–4        | Petzschner (GER) W 3–6, 6–3, 6–4             | Isner (USA) L 5–7, 6–7(14–16)                 | Gick inte vidare                          | Gick inte vidare        | Gick inte vidare           | Gick inte vidare |
| Viktor Troicki                  | Herrsingel | Almagro (ESP) L 4–6, 6–7(3–7)      | Gick inte vidare                             | Gick inte vidare                              | Gick inte vidare                          | Gick inte vidare        | Gick inte vidare           | Gick inte vidare |
| Janko Tipsarević Nenad Zimonjić | Herrdubbel | i.u.                               | Kližan / Lacko (SVK) W 6–3, 6–3              | Nestor / Pospisil (CAN) W 6–4, 6–7(5–7), 11–9 | Benneteau / Gasquet (FRA) L 4–6, 6–7(3–7) | Gick inte vidare        | Gick inte vidare           | Gick inte vidare |
| Novak Đoković Viktor Troicki    | Herrdubbel | i.u.                               | Brunström / Lindstedt (SWE) L 6–7(8–10), 3–6 | Gick inte vidare                              | Gick inte vidare                          | Gick inte vidare        | Gick inte vidare           | Gick inte vidare |

Damer
| Spelare         | Gren      | Omgång 1                     | Omgång 2                       | Åttondelsfinaler           | Kvartsfinaler     | Semifinaler       | Final / BM        | Final / BM       |
| Spelare         | Gren      | Motståndare Poäng            | Motståndare Poäng              | Motståndare Poäng          | Motståndare Poäng | Motståndare Poäng | Motståndare Poäng | Placering        |
| --------------- | --------- | ---------------------------- | ------------------------------ | -------------------------- | ----------------- | ----------------- | ----------------- | ---------------- |
| Ana Ivanovic    | Damsingel | McHale (USA) W 6–4, 7–5      | Baltacha (GBR) W 6–4, 7–6(7–5) | Clijsters (BEL) L 3–6, 4–6 | Gick inte vidare  | Gick inte vidare  | Gick inte vidare  | Gick inte vidare |
| Jelena Janković | Damsingel | S. Williams (USA) L 3–6, 1–6 | Gick inte vidare               | Gick inte vidare           | Gick inte vidare  | Gick inte vidare  | Gick inte vidare  | Gick inte vidare |

Mixed
| Spelare                     | Gren        | Åttondelsfinaler              | Kvartsfinaler     | Semifinaler       | Final / BM        | Final / BM       |
| Spelare                     | Gren        | Motståndare Poäng             | Motståndare Poäng | Motståndare Poäng | Motståndare Poäng | Placering        |
| --------------------------- | ----------- | ----------------------------- | ----------------- | ----------------- | ----------------- | ---------------- |
| Ana Ivanovic Nenad Zimonjić | Mixeddubbel | Mirza / Paes (IND) L 2–6, 4–6 | Gick inte vidare  | Gick inte vidare  | Gick inte vidare  | Gick inte vidare |